# Cyamus boopis
Cyamus boopis är en kräftdjursart som beskrevs av Christian Frederik Lütken 1870. Cyamus boopis ingår i släktet Cyamus och familjen vallöss. Arten är reproducerande i Sverige. Inga underarter finns listade i Catalogue of Life.

## Bildgalleri

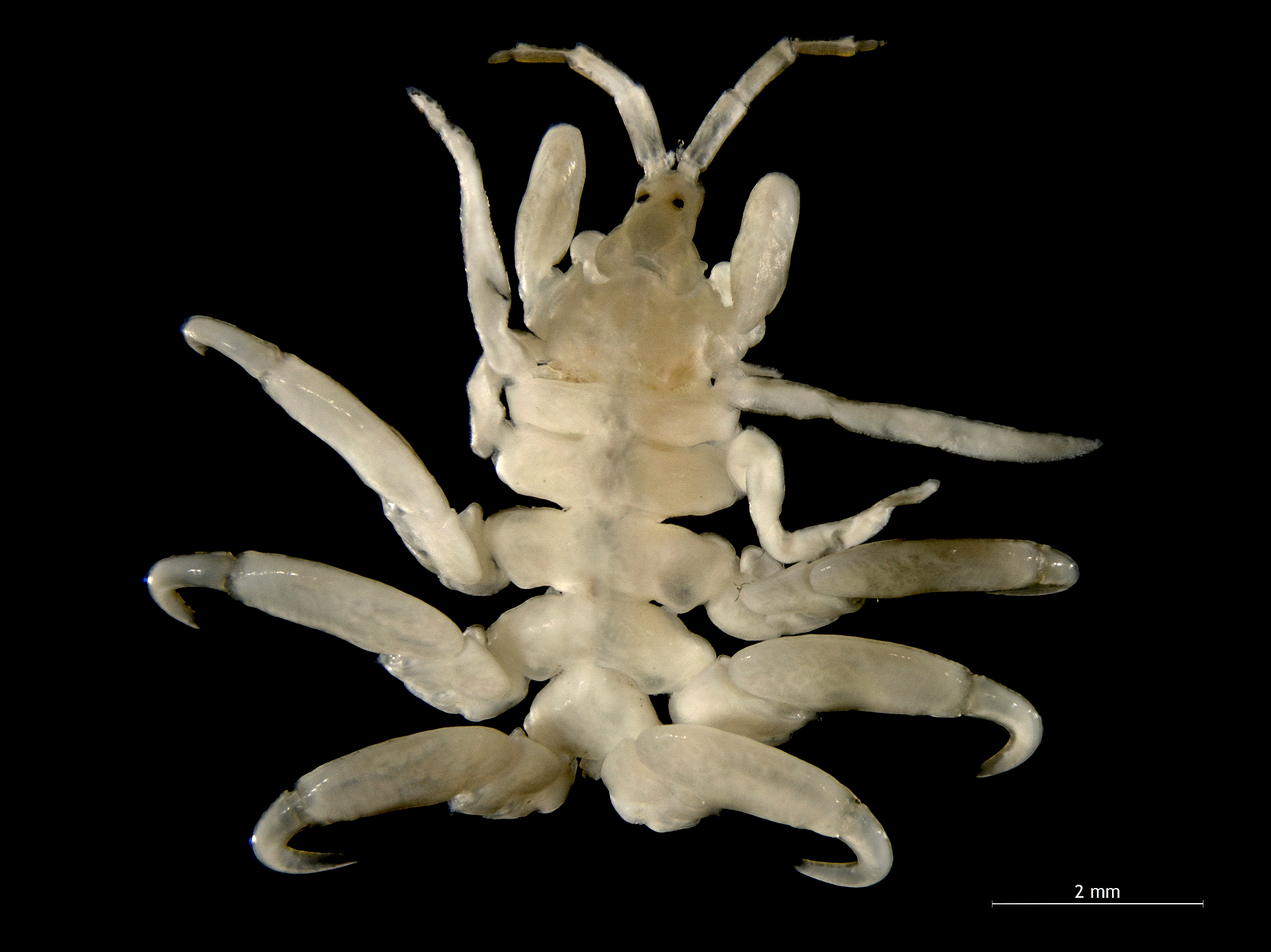
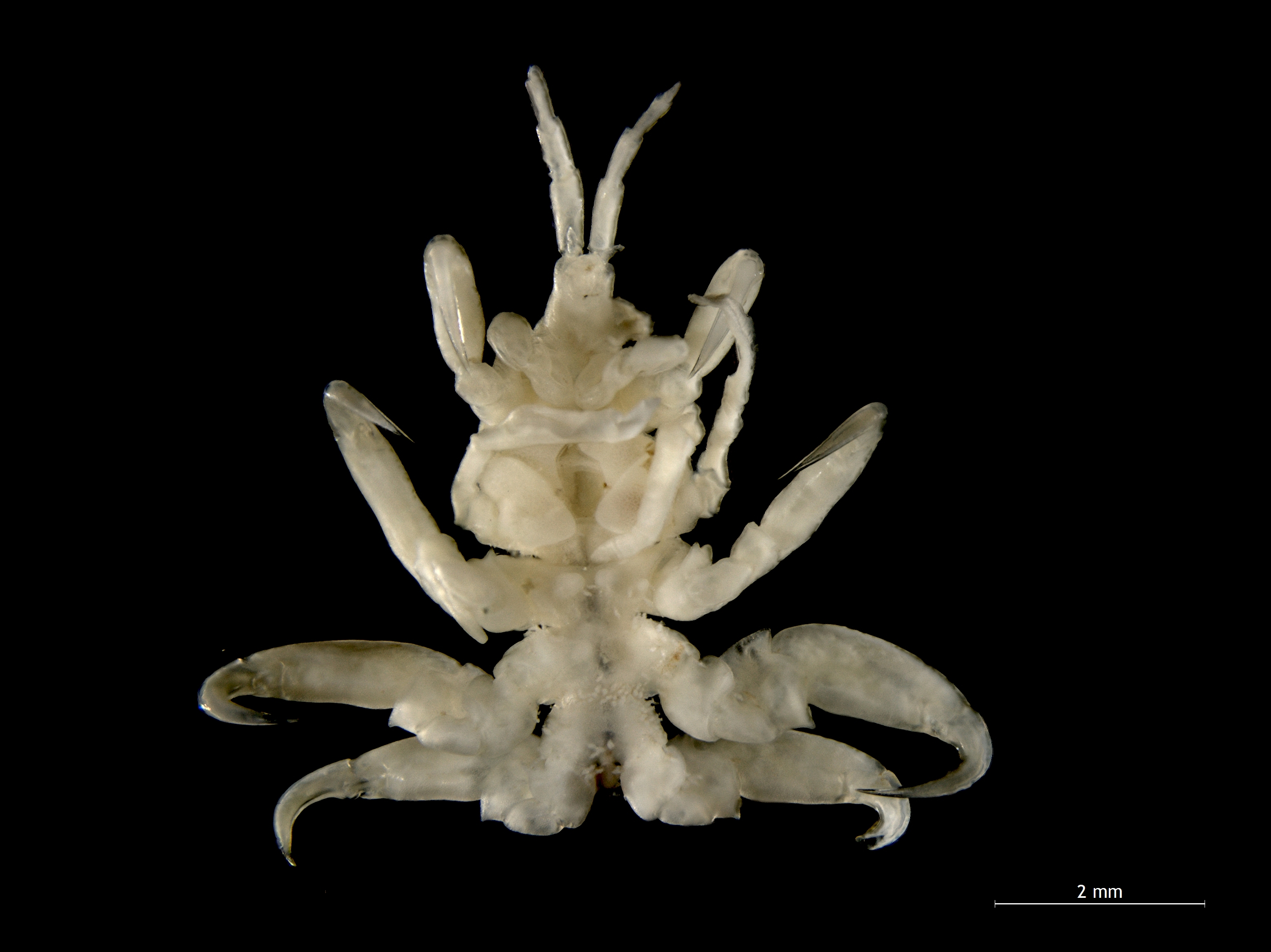